# Vysoká Lhota
Vysoká Lhota település Csehországban, a Pelhřimovi járásban. Vysoká Lhota Moraveč, Zlátenka, Dobrá Voda u Pacova és Kámen településekkel határos. Lakosainak száma 15 fő (2024. január 1.).

## Népesség
A település lakosságának változását az alábbi diagram mutatja:
| Lakosok száma | 178  | 151  | 177  | 102  | 56   | 17   | 15   | 15   | 16   | 15   |
|               | 1869 | 1900 | 1921 | 1961 | 1980 | 2011 | 2016 | 2019 | 2021 | 2024 |